# Moncey
Moncey – miejscowość i gmina we Francji, w regionie Burgundia-Franche-Comté, w departamencie Doubs.
Według danych na rok 1990 gminę zamieszkiwały 363 osoby, a gęstość zaludnienia wynosiła 73 osoby/km² (wśród 1786 gmin Franche-Comté Moncey plasuje się na 402. miejscu pod względem liczby ludności, natomiast pod względem powierzchni na miejscu 806.).